# Kane Roberts (album)
Kane Roberts è il primo album in studio di Kane Roberts, pubblicato nel 1987 per l'etichetta discografica MCA Records.

## Tracce
1. Rock Doll (Roberts) 3:55
2. Women on the Edge of Love (Dupree, Roberts) 3:08
3. Triple X (Roberts, Steele)  4:41
4. Gorilla (Roberts) 1:44
5. Outlaw (Roberts) 3:06
6. If This Is Heaven (Roberts, Ruzzo) 3:32
7. Out for Blood (Roberts) 3:46
8. Full Pull (Alice Cooper, Roberts) 3:52
9. Too Much (For Anyone to Touch) (Roberts) 3:54
10. Tears of Fire (Roberts, Winger) 3:48
11. A Strong Arm Needs a Stronger Heart (Roberts, Wagener, Winger) 3:51

## Formazione
- Kane Roberts - voce, chitarra, tastiere
- Steve Steele - basso, voce
- Victor Ruzzo - batteria, voce

### Altri musicisti
- Kip Winger - cori
- Paul Horowitz - sintetizzatori